# Bazzania succulenta
Bazzania succulenta là một loài Rêu trong họ Lepidoziaceae. Loài này được N. Kitag. mô tả khoa học đầu tiên năm 1980.